# Activitatea lui Vintilă Brătianu ca primar al Bucureștiului
Vintilă I.C. Brătianu (n. 16 septembrie 1867, București – d. 22 decembrie 1930, București) a fost primar al Bucureștilor din iunie 1907 până la 10 februarie 1910.
A fost al treilea fiu al Ion C. Brătianu, frații săi fiind Ionel Brătianu și Dinu Brătianu. În 1886 a început studiile în Franța. Întors în țară cu diploma de inginer constructor, a participat la lucrările de construcții ale podului de peste Dunăre de la Cernavodă. Apoi, a primit conducerea lucrărilor de construcție a podurilor de pe Siret, Argeș și Vădeni.
Își începe cariera în administrația de stat în anul 1897 a fost numit director al Regiei Monopolurilor Statului. În cariera sa a mai ocupat următoarele funcții de demnitate publică: secretar general în Ministerul Finanțelor, ministru de război în timpul Primului Război Mondial sau ministru de finanțe (1922 -1926), După moartea fratelui său Ion I.C. Brătianu avea să ocupe funcția de prim-ministru, între 1927 și 1928.
În anul 1901 își începe cariera politică în cadrul Partidului Național Liberal, fiind ales de mai multe ori senator, deputat sau consilier comunal pe listele acestuia. Între 1927 și 1930 ocupă funcția de Președinte al Partidului Național Liberal.
Vintilă Brătianu a mai fost de asemenea director al Băncii Românești, membru al Consiliului Centralei Băncilor Populare și a Cooperativelor Sătești, cenzor și director la Banca Națională a României.
În calitate de primar al Bucureștilor Vintilă Brătianu s-a dovedit a fi un primar cu viziune și o abordare integratoare a problemelor cu care se confrunta orașul în acea perioadă.
A reorganizat serviciile publice, introducând și cerând funcționarilor publici mult mai multă disciplină și rigoare a muncii. A inițiat procesul de profesionalizare a corpului de funcționari și a înființat servicii specializate noi (pentru lucrări edilitare, iluminat, apă și canlizare, transport public, etc.) conduse de tineri ingineri și economiști români, renunțând treptat la specialiștii și consultanții străini.
Vintilă Brătianu a inițiat lupta contra concesionarea serviciilor publice, dovedindu-se că inițiativele sale majore (construirea Uzinei Electrice Comunale și crearea Societății de Tramvaie București, ambele controlate de Primăria Bucureștilor) au fost unele din motoarele dezvoltării și modernizării accelerate a capitalei în anii următori.

## Cadrul organizatoric general

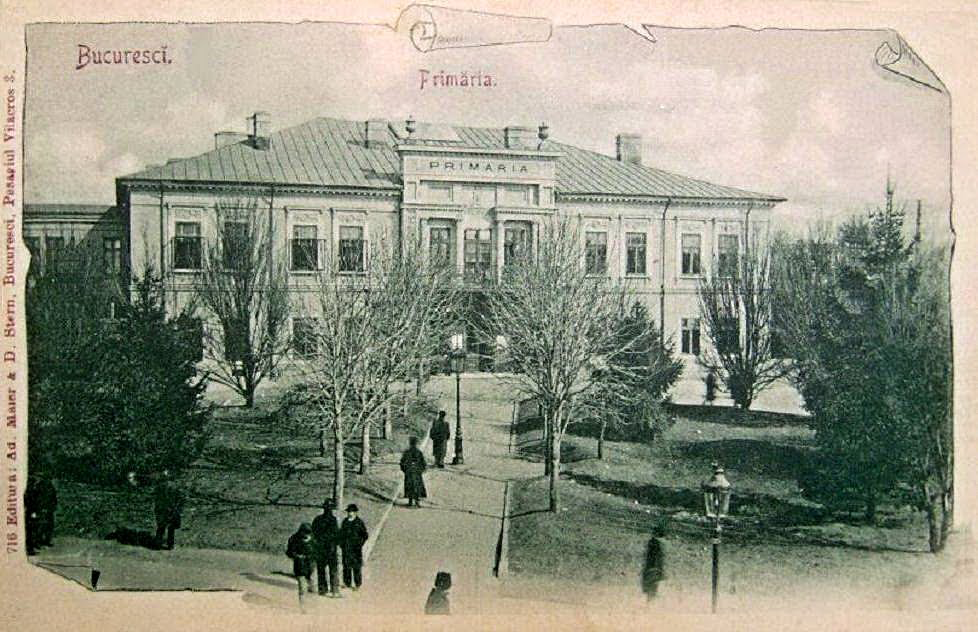
Vechiul sediu al Primăriei Capitalei din Casa Hagi Moscu, situat pe strada Colței, cam în locul Teatrului Național de astăzi. Clădirea a fost demolată în 1912.

În iunie 1907 Vintilă I. C. Brătianu era ales primar al Bucureștilor, funcție pe care o va ocupa până la 10 februarie 1910. Obiectivul cu care a venit la primărie era unul ambițios: satisfacerea intereselor cetățenilor, cu dreptate, celeritate și fără influențe din exterior.:p. 90
Vintilă Brătianu și-a început mandatul prin a pune ordine în sediul primăriei. A impus respectarea cu strictețe a programului de lucru de către întreg personalul, începând cu sine însuși. Birourile, care altădată mișunau toată ziua de solicitatori de tot felul au fost închise pentru public, cu excepția unor perioade bine stabilite pentru lucrul cu cetățenii.:p. 114
Vintilă Brătianu a înțeles că o administrație publică eficientă are nevoie de un aparat funcționăresc bine selecționat și de aceea una dintre primele sale măsuri a fost aceea de a impune cerințe minime de studii la numirea și promovarea funcționarilor publici. A impus șefilor de servicii să-și susțină și să-și asume soluțiile pe care le prezentau în documentele promovate, refuzând să aprobe memoriile care se încheiau cu formula tradițională de până atunci, „rugăm a decide ce veți crede de cuviință”.:pp 92-93
Când Vintilă Brătianu a venit la Primăria Capitalei, marea majoritate a serviciilor publice (iluminat, alimentare cu apă, transport în comun, etc.) erau concesionate oneros și în condiții nu foarte avantajoase, unor companii cu capital majoritar străin, având ca argument de bază că primăria nu are nici expertiza nici corpul de specialiști capabili să le conducă. 
Iată ce spunea fostul primar Mihail G. Cantacuzino, cu numai doi ani înainte (1905), în expunerea de motive la hotărârea prin care se acorda concesiunea iluminatului public pentru următorii 40 de ani unei astfel de companii:
„Domnilor Consilieri, țin să vă declar de la început că sunt cu totul contra explotării în regie la noi.

În condițiunile care rezultă din organizarea noastră comunală, din moravurile noastre, din influențele politice nesfârșite asupra chestiunilor de ordin economic nu este cu putință a se face la noi cu izbândă o exploatare în regie a iluminatului.

Greutăți de tot felul am întâmpina pe această cale”—Mihail G. Cantacuzino, primarul Bucureștilor, Expunere de motive la hotărârea de acordare aconcesiunii iluminatului public - 1905
Vintilă Brătianu, care tocmai publicase în același an articolul său manifest „Prin Noi Înșine!”, a venit la primărie decis să lupte tocmai cu aceste tare ereditare ale administrației locale din România, precum și să demonstreze că „Prin noi înșine!” nu e doar un simplu slogan ci chiar poate fi pus în practică. Astfel a început lupta contra acestor concesiuni, posteritatea dovedind că inițiativele sale majore (construirea Uzinei Electrice Comunale și crearea Societății de Tramvaie București, ambele controlate de Primăria Bucureștilor) au dus la „moartea naturală” a concesiunilor iluminatului și transportului în comun, acestea fiind și unele din motoarele dezvoltării și modernizării accelerate a capitalei în anii următori.
Tot Vintilă Brătianu a ordonat întocmirea primului plan de sistematizare, întocmit pe baze științifice moderne, este vorba de planul urbanistic din anul 1911. Pe baza acestuia s-au deschis marile artere de circulație ale orașului și a început construirea sistematizată de locuințe, atât de lux cât și cele sociale.
Pe timpul mandatului lui Vintilă Brătianu au fost adoptate o serie de importante reglementări comunale, cum ar fi:
- regulamentul pentru construcții
- regulamentul pentru instalațiile interioare de apă, canal, electricitate[2]:p. 175
- regulamentul pentru vânzarea și fabricarea pâinii și franzelei
- regulamentul serviciului ridicării gunoaielor[1]:p. 112

## Finanțele publice comunale
Pentru întreaga perioadă în care a fost primar, Vintilă Brătianu a căutat să întocmească un buget echilibrat, bazat pe venituri reale și pe cheltuieli și investiții strict necesare. Pe baza acestui buget și a disponibilităților din împrumuturile realizate de Primăria Capitalei în anii anteriori, a fost întocmit un program de lucrări publice pe care l-a respectat cu strictețe.
Pentru a asigura o încasare eficientă și regulată a veniturilor a înființat percepțiile comunale, separând încasarea veniturilor locale de cele încasate prin administrația financiară a statului.:p. 94
Astfel bugetul pe exercițiul bugetar 1907-1908 întocmit de administrația conservatoare precedentă, prevedea venituri de 12.843.453,84 lei și cheltuieli de 12.661.114,52 lei. Prin măsurile de gestionare cu chibzuință a banului public luate de Vintilă Brătianu în a doua jumătate a anului 1907, s-a reușit realizarea unor venituri de 15.277.121,01 lei și a unor cheltuieli de 13.542.481,62 lei. S-a realizat astfel o creștere a încasărilor din venituri cu aproape 20% și un excedent bugetar de 1.734.639,39 lei.
Pe această bază a fost posibil ca pentru următorul exercițiu financiar, 1909-1910 să fie prevăzute realizarea de venituri și cheltuieli mai mari la bugetul comunei (14.128.000 lei venituri și 13.571.000 lei cheltuieli).

## Sistematizarea Capitalei
De-a lungul istoriei sale, Bucureștii s-au dezvoltat la întâmplare, fără un plan de sistematizare care să fie respectat atât de organele comunale cât și de cetățeni. Construcțiile s-au făcut după bunul plac al proprietarilor și nu era rară situația când chiar străzi erau deschise după interesul propriu al acestora. Astfel, într-o ședință a Consiliului Comunal București din 1895, se arăta că la marginea orașului se aflau moșiile câtorva mari proprietari, care nu agreeau proiectul de lege privind periferia orașului deoarece „ar fi privați de specula ce fac astăzi prin transformarea locurilor lor, odinioară pentru agricultură, în loturi parcelate, deschizând pe dânsele strade din cele mai insalubre, fără nici o autorizație și fără a se conforma regulelor Comunale”.
Pentru a pune capăt acestei situații în 1894 este adoptată Legea pentru organizarea comunelor urbane, care la art. 94 prevedea obligația ca toate orașele țării să aibă aprobate planurile de alinieri tuturor străzilor, până în 1898. Mai târziu, prin art. 2 al Legii privind crearea unei Case a Lucrărilor Orașului, capitala și-a luat obligația de a aproba un „plan de sistematizare”, cel mai târziu până în anul 1900.:p. 7
Paralel cu această lege , s-a votat tot în 1895, Legea de mărginire a orașului București, ocazie cu care a fost încorporată o suprafață de 2.790 hectare de jur împrejurul orașului, formând așa numitul „Ocol IV”, care avea ca scop principal oprirea extinderii parcelărilor și construcțiilor nereglementate în jurul orașului.:p. 95
Niciuna din aceste legi importante nu fost însă pusă în aplicare de administrațiile succesive, astfel încât în 1907, când Vintilă Brătianu a fost ales primar,acesta avea să constate că nu fusese cumpărat nici un teren, iar cartierele mărginașe: Floreasca, Tei, Între Vii, Balta Albă, Dudești-Cioplea, Rahovei, Ghencea, Panduri, fuseseră umplute cu locuințe insalubre și  fără acces la utilitățile edilitare.:p. 96
Vintilă Brătianu încheie în 1908 un contract cu serviciul geografic al armatei pentru ridicarea noului plan topografic al orașului.:pp 96-97 Pe baza acestuia o Comisie tehnică specială, va finaliza în anul 1911 primul plan de sistematizare a Bucureștilor. Liniile generale ale acestui plan prevedeau: crearea de bulevarde circulare și artere radiale, piețe, principiul specializării cartierelor, crearea de parcuri, regularizarea râului Colentina.:p. 169
Astfel erau prevăzute bulevarde circulare și radiale cu lățimi de 18-30 metri iar acolo unde terenul permitea chiar cu lățimi mai mari. Se poate observa că planul trasa marile artere de circulație ale capitalei, care sunt folosite și în prezent.:pp 30-31 (vezi imaginea alăturată)

## Infrastructura urbană
Pentru înlesnirea accesului orașului la obținerea de fonduri financiare, prin legea din 1 iunie 1893 era înființată „Casa lucrărilor orașului București”. Această casă a fost mai întâi înzestrată cu 30.000.000 lei, la care se adăuga și prețul locurilor expropriate ce se vindeau de către Primărie, precum și 50% din valoarea locurilor virane.
Vintilă Brătianu a dat o nouă viață acestei legi prin promovarea și adoptarea, prin Decretul Regal 1309 din 14 aprilie 1909, a unui articol suplimentar care a autorizat comuna București să emită timp de cinci ani obligațiuni comunale, în valoare nominală de 1.000.000 lei-aur și care putea ajunge până la 1.500.000 lei-aur. Totodată el a dispus aprobarea unui nou regulament de funcționare al Casei,aprobat de Consiliul Comunal la 6 noiembrie 1909.:pp 170-171.
Pe baza acestor noi aranjamente s-au putut începe marile lucrări edilitare: exproprieri, deschideri de bulevarde, canalizare, transport în comun, etc.
Principalele realizări edilitare ale mandatului lui Vintilă Brătianu au fost:

### Modernizarea străzilor și amenajarea spațiilor verzi
Așa cum s-a arătat mai sus, pe timpul lui Vintilă Brătianu începe practic trasarea și sistematizarea arterelor mari ale orașului, precum și începerea pavării cu piatră cubică a arterelor de penetrație în oraș și a bulevardelor circulare.
„Cât timp nu vom pava cu piatră cubică aceste căi mari de circulație, costul de întreținere va fi foarte ridicat și, în același timp, praful și noroiul nu vor dispare din oraș.:p. 121”—Vintilă Brătianu, Discurs la prezentarea bugetului pe anul 1909 în Consiliul Comunal
Tot el este cel care a inițiat programul de construire de trotuare asfaltate în cartierele mărginașe, acordânt totodată o atenție deosebită creării unui ambient plăcut în București, prin crearea și dezvoltarea zonelor verzi. În această perioadă au fost plantați a peste 50.000 de arbori ornamentali și a fost înființată pepiniera arboricolă de la Grozăvești:p. 110

### Construcții de interes public
Cât timp a fost primar Vintilă Brătianu, zestrea edilitară a capitalei s-a îmbogățit cu o serie de construcții de utilitate publică cum ar fi: noua Uzină Electrică Comunală (de la Grozăvești), Uzina de Gaz pentru cartierele Grivița și Tei (inițiere proiect), Atelierele Comunale și Parcul de Vehicule sau noul Abator Comunal. Tot acum au mai fost construite Fabrica de ghiață și frigorifere (în subsolul Halelor Ghica),  Hale alimentare (Hala Obor) sau crematorii.:pp 128-129
Școala s-a bucurat de o atenție deosebită din partea sa, pe timpul mandatului lui Vintilă Brătianu, Primăria Capitalei construind un număr de 4 școli primare, și anume: în strada Elefterescu (la intersecția șoselelor Basarab cu Grozăvești), în Colentina (la Manutanța de Pâine), în Grand (Regie) și în Ghencea.:p. 111 Acestea au fost printre primele școli primare moderne construite, fiecare din ele fiind prevăzută cu sală de dușuri și sală de mese.:p. 182

### Transportul public
La 10 ani de la aducerea automobilului în România erau înscrise în București 1.234 de mașini. În 1904 este adus din Germania și primul autobuz destinat transportului de persoane. În 1910 exista o singură linie de autobuze, Gară-Centru, care avea în circulație 2 autobuze.
În 1909 se înființează o noă societate de tramvaie (S.T.B.) care avea sarcina principală de a electrifica în trei ani traseele pe arterele principale ale orașului. Concomitent erau în funcțiune și vagoanele cu cai (ultimele sunt retrase la începutul anului 1929). Conform statisticilor, în 1910 existau 14 km de linie electrică și 21 de km de linie cu cai.

### Alimentarea cu apă
În acest domeniu, principalele realizări ale lui Vintilă Brătianu sunt:
- Terminarea captării de apă de la Ulmi. Stația de captare de la Ulmi a fost construită între 1906-1908. Sistemul de captare era alcătuit din 228 de puțuri de mică adâncime (9–16 m) pe o lungime de 6,3 km, între râurile Sabar și Ciorogârla. Apa era scoasă prin sifonare (aspirație), fiind transportată în rezervorul principal de apă de la Cotroceni, printr-o conductă, „prin cădere naturală cu o cheltuială mică”.[11] Noua captare asigura peste 40.000 m3/zi constituind, prin ansamblul lucrărilor, cea mai dezvoltată captare de apă subterană din țara noastră.[12]
- Sporirea debitului de apă și contorizarea consumului. Când Vintilă Brătianu a devenit primar, taxarea consumului de apă se făcea în funcție de numărul camerelor unei locuințe, fără a se ține seama de consum. Această modalitate favoriza risipa de apă. În anul 1901 Primaria inițiază un proiect pentru introducerea contoarelor. Până in anul 1910 sunt instalate 2.258 contoare, număr însă insuficient. Un nou regulament, aprobat de Consiliul Comunal la 19 iunie 1908, stabilește taxele anuale pentru apă și canal. Se stipulează obligativitatea introducerii apei și a canalizării de către locuitorii orașului.[13]
- Canalizarea și nivelmentul de precizie al orașului. La sosirea lui Vintilă Brătianu la Primăria Capitalei, sistemul de canalizare al Bucureștilor era practic inexistent, limitându-se la două colectoare pe splaiul Dâmboviței și o rețea restrânsă de canale în zona centrală. Vintilă Brătianu a dispus întocmirea unui studiu detaliat privind canalizarea Bucureștilor, ocazie cu care s-a făcut și primul nivelment de precizie al orașului și regiunii înconjurătoare. Noul proiect împărțea orașul în două categorii de zone: cele inferioare, deservite de vechile colectoare și cele superioare, pentru care s-au prevăzut colectoare generale noi, care unindu-se printr-o trecere în sifon pe sub Dâmbovița, urmau să deverseze la o stație de epurare prevăzută a fi construită în zona Cioplea-Dudești. Proiectul mai prevedea și rectificarea râului Colentina. Pe baza acestui proiect s-a dezvoltat sistemul de canalizare al orașului, în perioada interbelică.[2]:pp 129-130

### Iluminatul public
Chestiunea iluminatului public al capitalei fusese tranșată chiar în anul premergător instalării lui Vintilă Brătianu la Primăria Bucureștilor (1906), prin concesionarea acestui serviciu, pentru o perioadă de 40 de ani către Societatea de Gaz și Electricitate. Concesiunea a fost aprobată de către Consiliul Comunal (dominat de Partidul Conservator) la propunerea primarului conservator Mihail G. Cantacuzino.
Vintilă Brătianu s-a găsit astfel în fața unui contract cu care nu fusese de acord dar pe care era obligat să îl aplice cu rigurozitate. Dar el nu s-a limitat la atât ci a căutat ca, folosindu-se de lacunele și limitele acestui contract de concesiune să să pună bazele dezvoltării unui sistem modern de iluminat public, sub controlul autorităților comunale.
La sfârșitul lui 1906, sistemul de iluminat public al capitalei era compus din circa 7.000 de corpuri de iluminat, astfel: 3.900 lămpi cu gaz, 3.117 lămpi cu petrol și 987 lămpi cu ulei mineral, pentru care edilitate plătea concesionarului suma de 521.348 lei. Contractul prevedea înlocuirea acestora cu 7.000 de becuri cu gaz de tip „Auer” și 1.000 de lămpi cu petrol.:p. 20
Pentru ducerea la îndeplinire a planurilor sale, precum și pentru a limita la minim nevoia de a se recurge la specialiști străini,  Vintilă Brătianu dispune înființarea unui serviciu nou în cadrul primăriei, numit „Serviciul lucrări noi, iluminat și tramvaie”, dispunând totodată încadrarea sa numai cu ingineri și arhitecți români tineri, sub conducerea inginerului Radu Ștefănescu. Dintre aceștia pot fi enumerați: arhitectul Dumitru Hârjeu, inginerii Dimitrie Leonida, P. Nemeș sau D. Germani. Sub conducerea acestora se vor executa lucrările publice cele mai importante din timpul mandatului său de primar.:pp 117-123
În anul 1910, la încheierea mandatului lui Vintilă Brătianu, situația iluminatului public se prezenta astfel:
- 7.240 de lămpi cu gaz prevăzute cu becuri de tip „Auer”, aflate în exploatarea Societății de Gaz și Electricitate;
- 1.994 de lămpi cu petrol folosite pentru iluminarea a 233 de străzi de la periferie, cu lungime totală de 99,7 kilometri. Iluminatul cu petrol era concesionat din anul 1909, în antrepriză privată, domnilor Roșianu și Prunescu;
- 400 de lămpi cu ulei mineral dens folosite pentru iluminarea a 84 de străzi de la periferie, cu lungime totală de 32 kilometri. Iluminatul cu ulei mineral dens a fost răscumpărat de administrația comunală de la fostul concesionar Vittorio Croisat;
- 23 de lămpi cu benzină sistem Ferero, folosite ca soluție provizorie pentru iluminatul șoselelor Kiseleff (de la rondul II la limita orașului), Colentina și Popovici;
- 155 de lămpi electrice alimentate de uzina hidro-electrică de la Grozăvești;

Astfel dintr-un total de 1.238 de străzi existente, 1.149 erau iluminate rămânând numai 134 de străzi, la periferie, care nu aveau iluminat public.:pp 380-382
Societatea de gaz și electricitate

### Sistemul sanitar comunal
Una din preocupările majore ale lui Vintilă Brătianu, în toate funcțiile publice pe care le-a deținut, a constituit-o îmbunătățirea stării precare de igienă, atât la nivel de comunitate prin executarea de diverse lucrări edilitare specifice, cât și prin măsuri menite să elimine sau să transforme locuințele insalubre, în special din zonele periferice ale orașului. La intrarea sa în funcție, sistemul public de sănătate al comunei dispunea doar de 3 dispensare (pe străzile General Cernat, Ferari și Tăbăcari).:p. 354
Între 1907-1910 vor fi construite 6 dispensare noi dintre care 3 exclusiv din fonduri comunale: pe bulevardul Independenței, pe strada Labirint colț cu Turturele și pe strada Sabinelor colț cu Uranus,:p. 111 printr-o investiție de 42.182 lei. În același timp vor fi investite alte 36.870 lei pentru modernizarea celor 3 existente prin: executarea de lucrări de nivelare și îngrădire a incintelor, turnarea de trotuare asfaltate, executarea de branșamente de utilități, achiziționarea de mobilier specific și aparatură, etc.:p. 354

## Construcția de locuințe
Pasionat de arhitectura, primarul-inginer a inițiat, așa cum s-a arătat mai sus, primul proiect de sistematizare a orasului, cuprinzând printre altele și o delimitare a destinației diferitelor zone urbane, fiind prevăzute zone pentru construirea de cartiere de lux,zone pentru construcția de locuintele ieftine, sau o „zonă a industriilor insalubre”. A fost revizuit regulamentul de construcții și au fost impuse noi reguli pentru construcția de locuințe.:p. 26

### Cartiere de locuințe ieftine
Procesul de industrializare și urbanizare de la începutul secolului XX a determinat o creștere rapidă a populației Bucureștilor, punând autoritățile în situația de a găsi soluții eficiente și pe trmen lung la problemele noi apărute, generate de acest proces.
Vintilă Brătianu avea să se dovedească și în acest domeniu un primar cu viziune, propunând pentru prima dată un set de soluții integrate care să faciliteze o dezvoltare echilibrată și durabilă a Bucureștilor.
„Consiliul comunal ales în Iunie 1907 sa preocupat de la început de îmbunătățirea condițiilor în care se aflau locuitorii cartierelor mărginașe a unui oraș așa de întins ca Bucureștii și cu atâtea puține lucrări în acele cartiere. Credeam cu toții că chiria era una din manifestațiile mai grele de suferit ale scumpirii vieții pentru populația orășenească săracă. Atunci când prețurile de închiriere a imobilelor de la centru se suise atât de mult și într-o țară în care valoarea chiriei ia o parte atât de mare din veniturile unei gospodării mici, socoteam că nu era mijloc mai eficace de a se iefteni traiul, decât de a amenaja mai bine cartierele mărginașe, dândule strade bune și pavate, apă, canal, lumină, școale și piețe de alimentare în apropiere, grădini și, în acelaș timp, putința ca, printr-un mijloc de transport repede și ieftin, locuitorii acestor cartiere să poată merge cu înlesnire la ocupațiile lor zilnice, in ateliere, prăvălii, fabrici sau birouri.:pp 27-28”—Vintilă Brătianu, Despre îmbunătățirea calității vieții

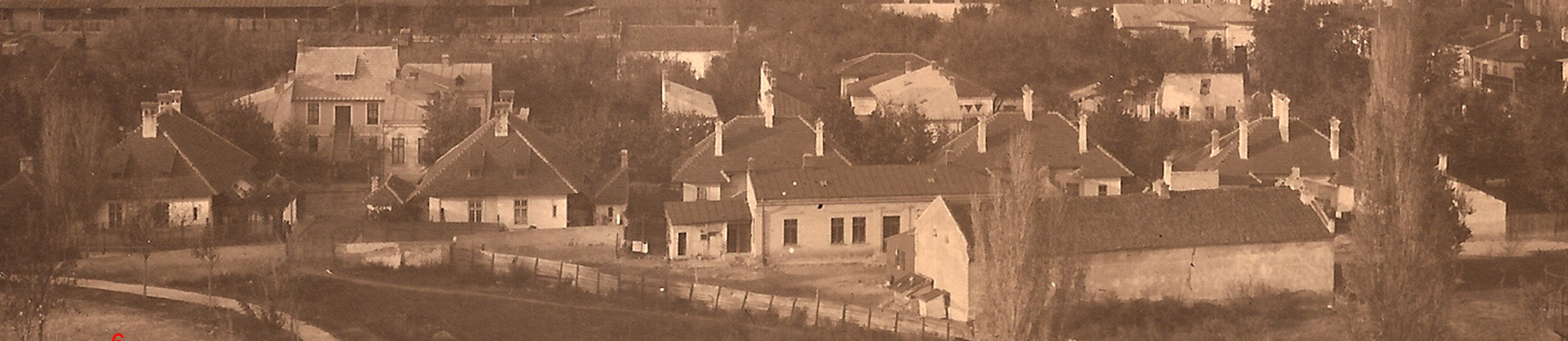
Primul ansamblul de locuinte sociale construite de Societatea Comunala de Locuinte Ieftine,în strada Lânăriei, la 1909, pe timpul primarului Vintilă Brătianu

Cartierele periferice au fost și ele avute în plan la sistematizare. Vintilă Brătianu a avut inițiativa unui prim proiect imobiliar care să-i favorizeze pe cei cu venituri modeste. În acest scop a fost creată "Societatea comunală de locuințe ieftine", care avea ca scop executarea în următorii 5 ani a unor lucrări de construcții de locuințe sociale în valoare de circa 8.000.000 lei (circa 1.000 de locuințe).:p. 29 Societatea achiziționa terenurile ce urmau să fie parcelate, construia pe aceste terenuri locuințe în valoare de maximum 8.000 de lei și vindea aceste locuinte. Mai mult, această societate putea construi locuințe și pe terenuri private, dar putea și repara sau modifica locuințele insalubre. Beneficiarii puteau achita aceste locuințe țn timp, plătind un avans de doar 10 la sută la început. Erau preferați
muncitorii, funcționarii publici sau privați, dar și meseriașii. Condiția limitativă era ca salariile lor să nu depășească 250
de lei lunar.

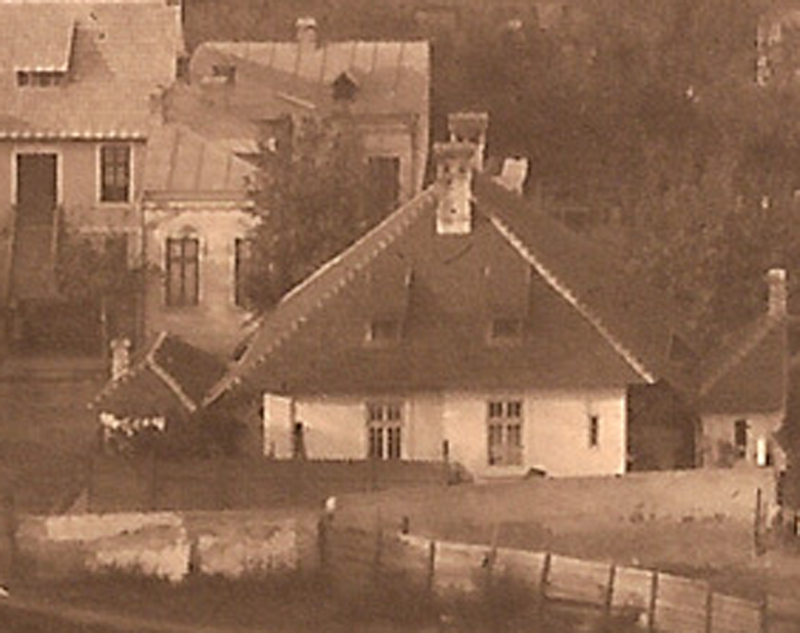
Una din locuințele tip din primul ansamblul de locuințe sociale construite de Societatea Comunală de Locuințe Ieftine,în strada Lânăriei

În urma ședințelor Consiliului Comunal din 16 noiembrie 1908 și din 26 mai 1909 se hotărăște ridicarea primelor locuințe sociale pe strada Lânăriei, lângă Parcul Carol, într-una din zonele industrializate la acea dată din București. Strada lega Gara Filaret de fabricile de pe Dâmbovița: Fabrica de Pielărie, Fabrica de Turnătorie Lemaitre și, în special, de Abatorul Comunal, construit începând cu iunie 1908.
în iunie 1909 începe construcția locuințelor sub supravegherea arhitectului Ernest Doneaud, la acea dată „Capul Serviciului Construcții și Clădiri” din cadrul Primăriei Bucureștilori, secondat de inginerul N.G. Costinescu. Ridicarea clădirilor a fost realizată de către firma antreprenorului Emil Peternelli. Lucrările se termină la data de 1 octombrie 1909, dată la care se semnează contractul între antreprenorul E. Peternelli și arhitectul Doneaud prin care sunt recepționate definitiv.
La 1 noiembrie 1909, primii locatari încep să își ia proprietățile în primire și să plătească ratele pentru următoarele șase luni. În total au fost construite 10 imobile pe partea stângă a străzii (dinspre Calea Șerban Vodă spre Parcul Carol), totalizând 28 de locuințe separate. Arhitectul francez a preferat un stil neo-românesc simplificat, aflat încă într-o faza incipientă.

### Cartiere de lux
Tot în această perioadă încep să fie construite primele cartiere de lux, în noile zone rezidențiale, special destinate: Șoseaua Kisselef, șoseaua Bonaparte (Dorobanți) sau șoseaua Jianu (Aviatorilor).
Între 1909-1910 este tăiată porțiunea Bulevardului Dacia, dintre străzile Polonă și Aurel Vlaicu, care se numea atunci simplu Bulevardul Nou. Cu această ocazie, primarul Vintilă Brătianu hotărăște deschiderea Străzii Dumbrava Roșie, lărgirea Străzii Polonă, amenajarea Pieței Spaniei și continuarea deschiderii Bulevardului Dacia, artera ce urma să unească Gara de Est cu Gara de Nord.
Totodată se prevedea ca de-a lungul, în parte și pe loturile parcelate din fosta livadă Ioanid, delimitată între Străzile Polonă, Dumbrava Roșie, Aurel Vlaicu și Bulevardul Dacia, să ia naștere un ansamblu rezidențial de 25 locuințe luxoase dispuse în jurul unui parc public.
Iată cum erau definite intențiile edililor referitoare la acest proiect, după cum reiese din procesul-verbal al ședinței consilierilor comunali din 9 iunie 1909: „Sistemul admis de noi de a avea un parc public in interior inconjurat de vile se intrebuinteaza in orasele moderne, unde e o tendinta de a se generaliza, ca avand avantagii mari din punct de vedere al infrumusetarii oraselor si al hygienei. Aceasta tendinta se observa in toate tarile civilizate; sa citam cateva exemple: in Londra cu grupa de squaruri Russel, Torrington, Woburn, Gordon, Tavistok, (…); in Paris parcul Monceaux; in Turin piata Carlo Felice; in Berlin cu Schonengerg Park, Genthiner si Postdamerstrasse, Rohiners Park etc.”
Proiectul s-a numit "Blocul de Vile și Grădina Publică Ioanid" și avea prestabilită o parcelare, un regulament de licitație a terenurilor și un regulament de construcție a vilelor. Planul parcelării conține multe detalii urbanistice, iar în parc urma să fie amenajat un lac, un chioșc și alei, iar pe alocuri inserate stânci într-o manieră decorativă. Regulamentul de licitație al parcelelor era alcătuit din 12 articole și stabilea exact modul în care se vindea parcela și care erau obligațiile noilor proprietari.
Regulamentul de construcție conținea șapte articole prin care se stabilea exact: retragerile față de vecinătăți, înălîimea maximă la cornișa, stilul clădirilor, amenajarea curților lor interioare, modul de tratare a sptiului verde, tipul de delimitare prin garduri etc. Acesta este motivul omogenității acestui complex rezidențial.
Deși autorul proiectului nu este cunoscut, se presupune că a fost fie Ion Mincu, fie arhitectul Ion Dimitrie Berindei, care este și autorul primelor cartiere rezidențiale dintre bulevardul Aviatorilor și Calea Dorobanți.
Vilele au fost realizate de arhitecti cunoscuti precum Petre Antonescu, Ion Berindei, Grigore Cerchez, Ernest Doneaud, Ion Mincu, Paul Smărăndescu etc. Din punct de vedere stilistic, majoritatea vilelor sunt ori în stilul național românesc, ori în stilul eclectic, la modă în Europa în acea vreme, academiste sau romantice. Parcul a fost inspirat de arhitectura romantică, în maniera grădinilor anglo-chineze, cu pavilioane, lac, mici piațete etc., dar arhitectul-autor este necunoscut.
Referitor la costurile acestor locuințe, arhitectul Paul Smărăndescu preciza că: „imobilul Elenei Sturdza Șcheianu din Strada Polonă numărul 10 a costat 120.000 lei, iar casa colonelului Bădulescu din Strada Dumbrava Roșie numărul 1, construită în anul 1912, a costat 130.000 lei”, costul a aproximativ 15 locuințe sociale.
Ansamblul de locuințe din Parcul ioanid avea să capete repede reputația de cartier al îmbogățiților. 
„Aici stau boierii și parveniții. Toate casele au perdelele trase până jos. Pe stradă, o liniște atât de mare încât poți să auzi, dacă asculți cu atenție, cheia în casa de bani, poți să auzi fâșâitul hârtiilor de bancă. Nici un restaurant. Nici o cârciumă. Nici o bodegă. Aici toată lumea are automobil.”—Cartierul din Parcul Ioanid